# Peonidin
Peonidin ist ein kationischer sekundärer Pflanzenstoff aus der Gruppe der Anthocyanidine und kommt als Aglycon diverser Glycoside aus der Gruppe der Anthocyane natürlich vor.

## Vorkommen

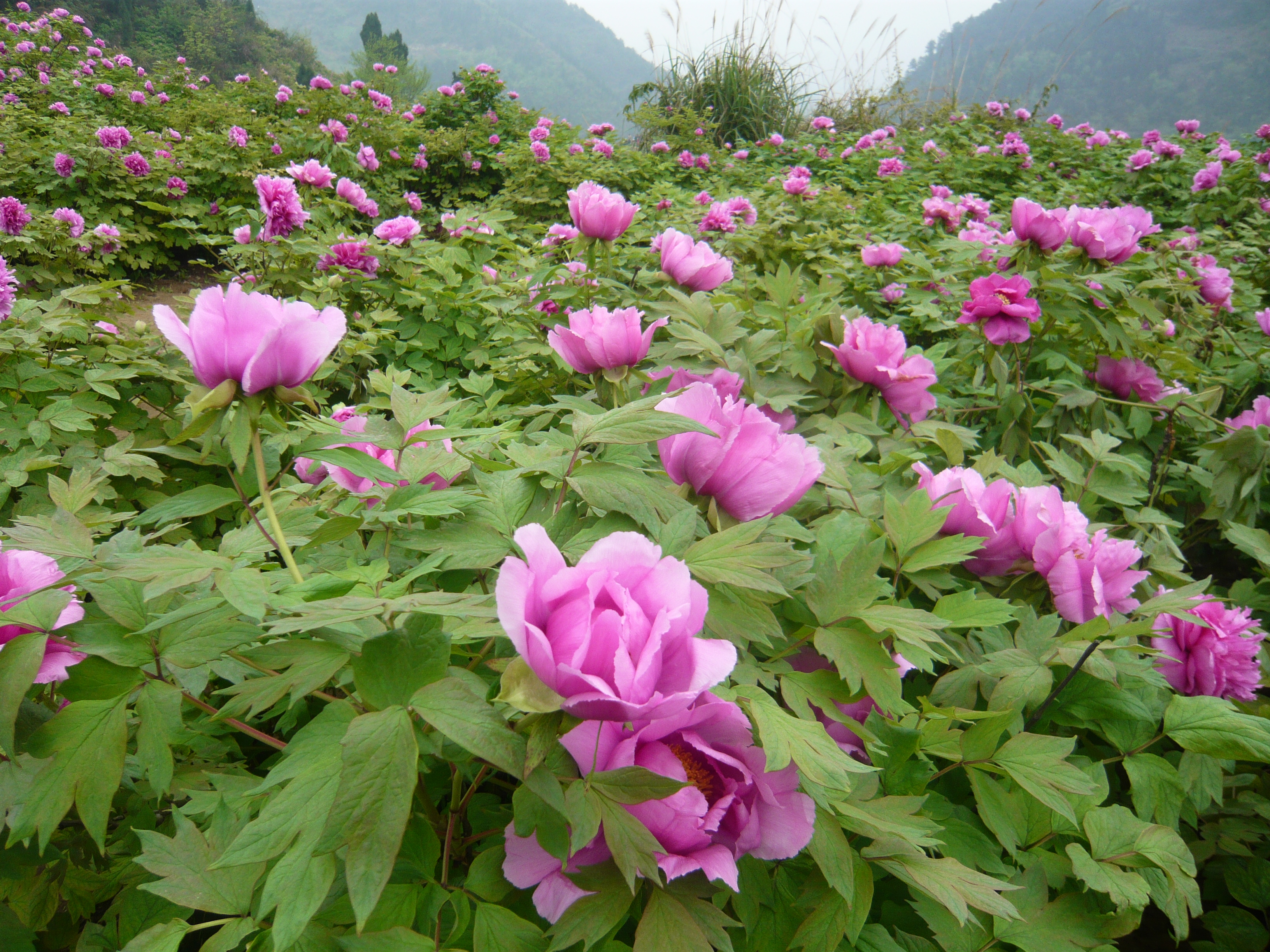
Pfingstrose

Peonidin ist das Aglycon diverser Anthocyane, die in rot, blau oder schwarz gefärbten Pflanzen und Früchten vorkommen.
Verschiedene Arten der Pfingstrosen (Paeonia) enthalten unter anderem Peonidin-3-glucosid und Peonin (Peonidin-3,5-diglucosid). Rote Trauben und Schwarze Johannisbeeren enthalten Peonidin-3-glucosid. Violette Süßkartoffeln enthalten verschiedene Peonidin-Glycoside mit je einer Glucose- und einer Sophorose-Einheit, z. B. Peonidin-3-sophorosid-5-glucosid. Schwarze Karotten enthalten diverse Anthocyane mit Peonidin als Aglycon und Zuckereinhheiten, die sich aus Glucose, Galactose und Xylose zusammensetzen. Schwarzer Weizen enthält ebenfalls Anthocyane, von denen einige das Aglycon Peonidin haben. Blütenblätter von Clarkia gracilis sind hauptsächlich hellrosa (von Anthocyanen mit Malvidin als Aglycon) haben aber jeweils einen dunkleren Fleck (von Anthocyanen mit Cyanidin und Peonidin als Aglycon). In einigen Varianten der Rosen kommen Peonidin-Glycoside vor.

## Synthese
Peonidinchlorid kann ausgehend von ω-chloriertem Acetovanillon synthetisiert werden. Dieses wird zunächst mit Kaliumacetat in Ethanol in die ω-Acetoxyverbindung umgewandelt. Kondensation mit 2,4,6-Triacetoxybenzaldehyd in Ameisensäure und anschließende Hydrolyse mit Salzsäure ergibt Peonidinchlorid.

## Eigenschaften
Peonidin-Glycoside wirken als Antioxidationsmittel.